# Ga Dorimcheon
Ga Dorimcheon (Tiếng Hàn: 도림천역, Hanja: 道林川驛) là ga trên tuyến nhánh Sinjeong của Tàu điện ngầm Seoul tuyến 2 ở Sindorim-dong, Guro-gu, Seoul.

## Lịch sử
- 22 tháng 5 năm 1992: Hoạt động kinh doanh bắt đầu với việc mở đoạn Ga văn phòng Yangcheon-gu ~ Ga Sindorim của Tuyến nhánh Sinjeong.

## Bố trí ga
| Sindorim ↑               |
| \| E/B                   |
| ↓ Văn phòng Yangcheon-gu |

| Hướng Đông | ●Tuyến nhánh Sinjeong | ← Hướng đi Sindorim    |
| Hướng Tây  | ●Tuyến nhánh Sinjeong | → Hướng đi Kkachisan → |

## Xung quanh nhà ga
- Trường tiểu học Seoul Sindorim
- Trường trung học cơ sở Sindorim
- Trường trung học Sindorim
- Woosung APT
- Donga APT
- Huyndai APT
- Sindorim Samsung Chereville 1st
- Cầu số Sinjeong 1
- Phòng tập thể dục sống Sindorim
- Suối Dorimcheon

## Hình ảnh

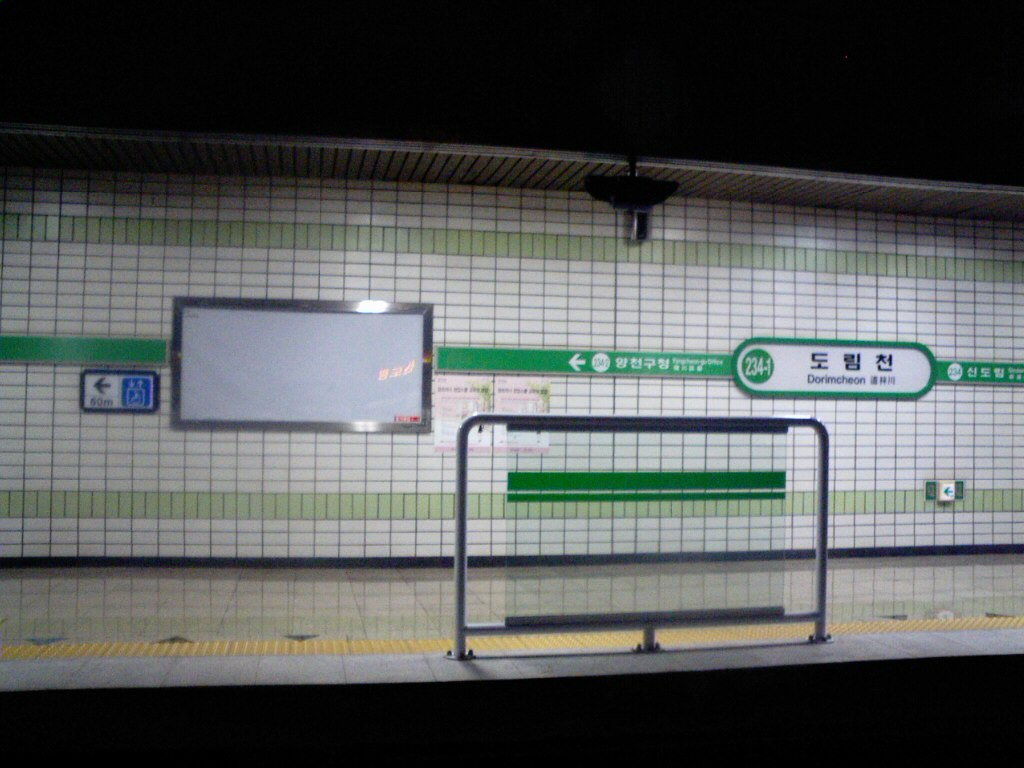
Sân ga hướng Kkachisan (trước khi lắp đặt cửa chắn, thời Seoul Metro)